# ブライアン・ダンシング
ブライアン・マシュー・ダンシング（Brian Matthew Duensing、1983年2月22日 - ）は、アメリカ合衆国カンザス州マーシャル郡メアリーズビル出身の元プロ野球選手（投手）。左投左打。愛称はドゥース（Duece）。

## 経歴

### プロ入りとツインズ時代

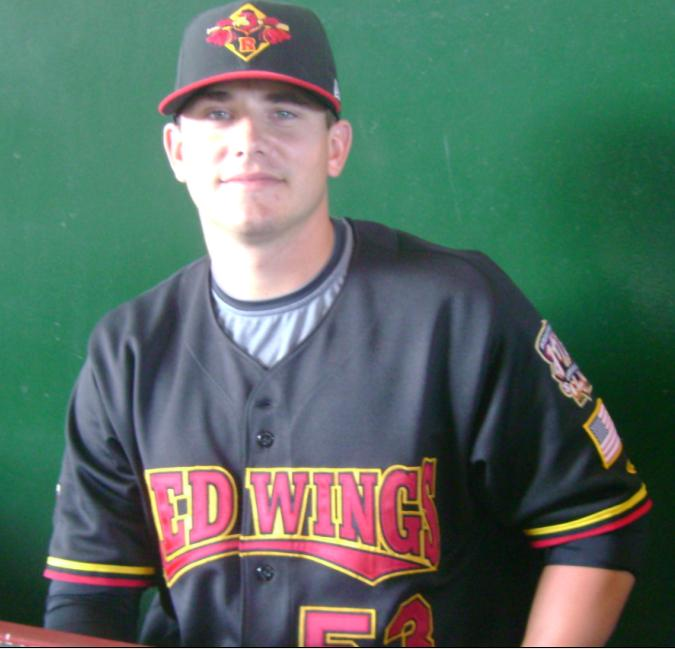
AAA級ロチェスター時代(2008年)

2005年のMLBドラフト3巡目（全体84位）でミネソタ・ツインズから指名され、プロ入り。
2006年はA級ベロイト・スナッパーズ、A+級フォートマイヤーズ・ミラクル、AA級ニューブリテン・ロックキャッツの3つのマイナーリーグの階級で投げ、2007年はAA級ニューブリテンとAAA級ロチェスター・レッドウイングスで合計15勝を記録。
2008年はAAA級ロチェスターで5勝11敗、防御率4.28に終わり、メジャー昇格はならなかった。シーズン途中の8月に北京オリンピックの野球アメリカ合衆国代表に選出され、同大会では銅メダルを獲得。オリンピック期間中は、「Brian's Baseball Blog from Beijing」と題したブログを公開した。
2009年はスコット・ベイカーの故障者リスト入りによって開幕ロースターで迎え、4月10日のシカゴ・ホワイトソックス戦でリリーフ登板でメジャーデビュー。14日にベイカーが復帰するとAAA級ロチェスターに送られたが、7月2日に再昇格した。先発とリリーフで合計24試合に登板し、5勝・防御率3.64を記録。ニューヨーク・ヤンキースとの地区シリーズでは初戦の先発という大役を任されたが、敗戦投手になった。
2010年は開幕からリリーフで好投を続け、7月21日からはニック・ブラックバーンに代わって先発ローテーションに入り、8月14日のオークランド・アスレチックス戦では初完封を記録した。9月20日のクリーブランド・インディアンス戦で勝利投手となり、自身初の二桁勝利に到達。最終的な成績は、53試合（先発は13試合）に登板して、10勝3敗、防御率2.62だった。ヤンキースとの地区シリーズでは第3戦に先発したが、3回5失点敗戦投手となり、前年の雪辱はならなかった。
2011年は開幕から先発を務めていたが、8月に5連敗を喫するなど後半戦は打ちこまれることが増え、9月にはリリーフへ回された。ただし、セイバーメトリクスの観点からは、投球内容自体は前年までとさほど変わらないという結果が出ており、防御率5.23に対して、xFIPは4.05だった（前年は3.95、キャリア平均は4.17）。
2014年1月17日にツインズと200万ドルの1年契約に合意した。この年、4月は好調を維持して防御率0.84を記録した。その後やや調子を落としたが、62試合に投げて防御率3.31を記録。防御率は2シーズン連続で低下し、リリーフとしての適性を見せた。
2015年、4年連続55試合以上となる55試合に投げ、通算350試合登板に達した。この年は4勝（1敗）を挙げ、自己最高の勝率.800をマークしたが、防御率が3年ぶりに4.00を超えた（4.25）など、やや不振だった。オフの11月2日にFAとなった。

### ロイヤルズ傘下時代
2016年2月18日にカンザスシティ・ロイヤルズとマイナー契約を結び、同年のスプリングトレーニングに招待選手として参加したが、メジャー昇格はならず3月28日に自由契約としたうえで4月1日に再度マイナー契約を結んだ。AAA級オマハ・ストームチェイサーズに所属したが、5月16日に自由契約となった。

### オリオールズ時代
2016年5月25日にボルチモア・オリオールズとマイナー契約を結んだ。6月2日にメジャー契約を結び、アクティブ・ロースター入りした。オリオールズではそれほど登板機会を得られず、メジャーデビュー以来では最小の14試合登板に終わった。成績は、防御率4.05・1勝という内容だった。オフの11月3日にFAとなった。

### カブス時代
2016年12月2日にシカゴ・カブスと1年200万ドルで契約を結んだ。
2017年は68試合にリリーフ登板し、1勝1敗・防御率2.74と7年ぶり（リリーフ専念後では初）となる防御率2点台を記録した。オフの11月2日にFAとなったが、2018年1月22日に2年総額700万ドルの契約でカブスと再契約した。
2019年3月24日にDFAとなり、28日にマイナー契約で傘下のAAA級アイオワ・カブスへ配属された。

## 投球スタイル
フォーシーム（平均91mph）、ツーシーム（80mph台後半）の2種類の速球と、カーブ、スライダー、チェンジアップを投げる。
奪三振率は低く、ゴロを打たせて取る投球が持ち味だが、先発ローテーションの中心を担うほどの力はない。「Fangprahs」は、ダンシングが先発投手としてキャリアを続けた場合、防御率は4点台半ばに収束するだろうという見解を示している。

## 詳細情報

### 年度別投手成績
| 年 度     | 球 団     | 登 板 | 先 発 | 完 投 | 完 封 | 無 四 球 | 勝 利 | 敗 戦 | セ 丨 ブ | ホ 丨 ル ド | 勝 率 | 打 者 | 投 球 回 | 被 安 打 | 被 本 塁 打 | 与 四 球 | 敬 遠 | 与 死 球 | 奪 三 振 | 暴 投 | ボ 丨 ク | 失 点 | 自 責 点 | 防 御 率 | W H I P |
| --------- | --------- | ----- | ----- | ----- | ----- | -------- | ----- | ----- | -------- | ----------- | ----- | ----- | -------- | -------- | ----------- | -------- | ----- | -------- | -------- | ----- | -------- | ----- | -------- | -------- | ------- |
| 2009      | MIN       | 24    | 9     | 0     | 0     | 0        | 5     | 2     | 0        | 1           | .714  | 359   | 84.0     | 84       | 7           | 31       | 1     | 3        | 53       | 1     | 0        | 37    | 34       | 3.64     | 1.37    |
| 2010      | MIN       | 53    | 13    | 1     | 1     | 0        | 10    | 3     | 0        | 9           | .769  | 535   | 130.2    | 122      | 11          | 35       | 5     | 3        | 78       | 1     | 0        | 42    | 38       | 2.62     | 1.20    |
| 2011      | MIN       | 32    | 28    | 1     | 1     | 0        | 9     | 14    | 0        | 0           | .391  | 711   | 161.2    | 193      | 21          | 52       | 3     | 1        | 115      | 3     | 0        | 102   | 94       | 5.23     | 1.52    |
| 2012      | MIN       | 55    | 11    | 0     | 0     | 0        | 4     | 12    | 0        | 7           | .250  | 472   | 109.0    | 126      | 10          | 27       | 3     | 2        | 69       | 5     | 0        | 71    | 62       | 5.12     | 1.40    |
| 2013      | MIN       | 73    | 0     | 0     | 0     | 0        | 6     | 2     | 1        | 15          | .750  | 268   | 61.0     | 68       | 4           | 22       | 4     | 2        | 56       | 6     | 0        | 28    | 27       | 3.98     | 1.48    |
| 2014      | MIN       | 62    | 0     | 0     | 0     | 0        | 3     | 3     | 0        | 7           | .500  | 229   | 54.1     | 52       | 6           | 20       | 2     | 1        | 33       | 2     | 0        | 20    | 20       | 3.31     | 1.33    |
| 2015      | MIN       | 55    | 0     | 0     | 0     | 0        | 4     | 1     | 1        | 6           | .800  | 209   | 48.2     | 46       | 5           | 21       | 4     | 4        | 24       | 3     | 0        | 24    | 23       | 4.25     | 1.38    |
| 2016      | BAL       | 14    | 0     | 0     | 0     | 0        | 1     | 0     | 0        | 0           | 1.000 | 110   | 13.1     | 13       | 2           | 3        | 1     | 0        | 10       | 1     | 0        | 6     | 6        | 4.05     | 1.20    |
| 2017      | CHC       | 68    | 0     | 0     | 0     | 0        | 1     | 1     | 0        | 13          | .500  | 257   | 62.1     | 58       | 6           | 18       | 1     | 2        | 61       | 2     | 0        | 19    | 19       | 2.74     | 1.22    |
| 2018      | CHC       | 48    | 0     | 0     | 0     | 0        | 3     | 0     | 1        | 3           | 1.000 | 181   | 37.2     | 42       | 6           | 29       | 2     | 1        | 24       | 0     | 0        | 33    | 32       | 7.65     | 1.88    |
| MLB：10年 | MLB：10年 | 484   | 61    | 2     | 2     | 0        | 46    | 38    | 3        | 61          | .548  | 3276  | 762.2    | 804      | 78          | 258      | 26    | 19       | 523      | 24    | 0        | 382   | 355      | 4.19     | 1.39    |

- 2018年度シーズン終了時

### 背番号
- 52（2009年 - 2015年）
- 50（2016年）
- 32（2017年 - 2018年）

### 代表歴
- 2008年北京オリンピック野球アメリカ合衆国代表